# Svensbysjön
Svensbysjön är en sjö i Årjängs kommun i Värmland och ingår i Göta älvs huvudavrinningsområde. Sjön har en area på 1,41 kvadratkilometer och ligger 115,2 meter över havet. Vid provfiske har en stor mängd fiskarter fångats, bland annat abborre, braxen, faren och gers.

## Delavrinningsområde
Svensbysjön ingår i det delavrinningsområde (658379-130039) som SMHI kallar för Utloppet av Svensbysjön. Medelhöjden är 146 meter över havet och ytan är 8,94 kvadratkilometer. Räknas de 15 avrinningsområdena uppströms in blir den ackumulerade arean 184,5 kvadratkilometer. Karlsforsälven (Edsälven) som avvattnar avrinningsområdet har biflödesordning 3, vilket innebär att vattnet flödar genom totalt 3 vattendrag innan det når havet efter 250 kilometer. Avrinningsområdet består mestadels av skog (60 procent) och jordbruk (12 procent). Avrinningsområdet har 1,6 kvadratkilometer vattenytor vilket ger det en sjöprocent på 17,9 procent.

## Fisk
Vid provfiske har följande fisk fångats i sjön:
- Abborre
- Braxen
- Faren
- Gärs
- Gädda
- Löja
- Mört
- Nors
- Sarv
- Sik
- Stäm